# Cycas schumanniana
Cycas schumanniana Lauterb., 1901 è una pianta appartenente alla famiglia delle Cycadaceae, endemica della Papua Nuova Guinea.

L'epiteto specifico schumanniana è dato in onore del botanico tedesco Prof. Dr. Karl Moritz Schumann (1851-1904), curatore del Museo Botanico di Berlino dal 1880 al 1904.

## Descrizione
È una cicade con fusto arborescente, alto sino a 2 m e con diametro di 15-20 cm.
Le foglie, pennate, lunghe 75-150 cm, sono disposte a corona all'apice del fusto e sono rette da un picciolo, lungo 15-30(-53) cm; ogni foglia è composta da 80-210 paia di foglioline lanceolate, con margine leggermente ricurvo, lunghe mediamente 12-23 cm, di colore verde chiaro, inserite sul rachide con un angolo di 45-70°.
È una specie dioica con esemplari maschili che presentano microsporofilli disposti a formare strobili terminali di forma ovoidale o strettamente ovoidale, lunghi 12-30 cm e larghi 8-12 cm ed esemplari femminili con macrosporofilli che si trovano in gran numero nella parte sommitale del fusto, con l'aspetto di foglie pennate che racchiudono gli ovuli, in numero di 2-6.  
I semi sono grossolanamente ovoidali, lunghi 32-39 mm, ricoperti da un tegumento di colore arancio-marrone.

## Distribuzione e habitat
È diffusa in Papua Nuova Guinea, prevalentemente nella zona settentrionale dell'isola.

Prospera nelle savane e nelle foreste, ad altitudini da basse ad abbastanza alte, in zone ad alto rischio incendio che bruciano di norma una volta all'anno.

## Conservazione
La IUCN Red List classifica C. schumanniana come specie prossima alla minaccia (Near Threatened).

La specie è inserita nella Appendice II della Convention on International Trade of Endangered Species (CITES).